# Nijat Rahimov
Nijat Rahimov (13 de agosto de 1993) é um halterofilista azeri naturalizado cazaque, campeão olímpico. 

## Carreira
Nijat Rahimov competiu na Rio 2016, onde conquistou a medalha de ouro na categoria até 77 kg, mas foi desclassificado em 2022 devido à manipulação de urina.